# Frédéric Hufnagel
Frédéric Hufnagel (* 24. August 1960 in Villeneuve-sur-Lot) ist ein ehemaliger französischer Basketballspieler.

## Laufbahn
Hufnagel, ein 1,87 Meter große Aufbauspieler, stand von 1978 bis 1990 im Aufgebot von EB Orthez (beziehungsweise nach der Umbenennung Élan Béarnais Pau-Lacq-Orthez) und wurde mit der Mannschaft 1984 Korać-Cup-Sieger sowie 1986 und 1987 französischer Meister. Die Basketballzeitschrift Maxi-Basket zeichnete ihn 1985, 1986 und 1987 als besten französischen Aufbauspieler und 1987 zudem als besten französischen Spieler der Liga insgesamt aus. Im selben Spieljahr 1986/87 war Hufnagel bester Vorlagengeber der Liga.
Zwischen 1990 und 1993 spielte er bei Paris Basket Racing, 1993/94 bei Paris-Levallois, in der Saison 1995/96 wurde er mit Pau-Orthez zum Abschluss seiner Laufbahn noch einmal Meister, war mittlerweile aber nur noch Ergänzungsspieler. Eigener Aussage nach bekam er im Laufe seiner Karriere ein Angebot von Real Madrid, Hufnagel wollte jedoch in Orthez bleiben.
Hufnagel wurde zwischen 1981 und 1989 in 102 Länderspielen eingesetzt, er nahm an den Europameisterschaften 1985, 1987 und 1989 sowie der Weltmeisterschaft 1986 teil.
Im Frühjahr 2020 wurde gegen ihn wegen Betrugsverdacht ermittelt.